# Ramat Aviv

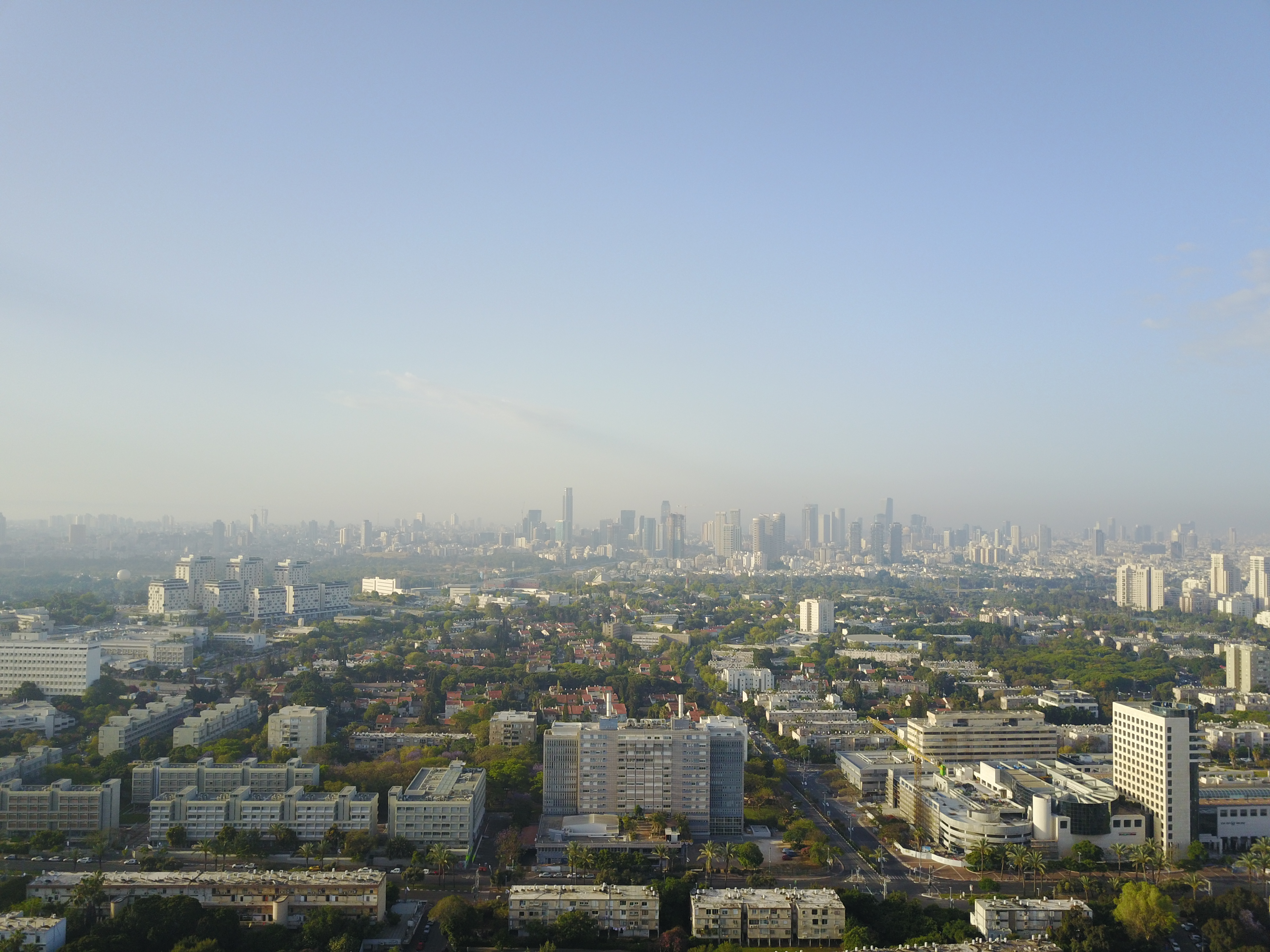
Ramat Aviv Alef

Ramat Aviv Alef o Ramat Aviv HaYeruka, i originalment Ramat Aviv (hebreu: רָמַת אָבִיב‎, lit. Alçades de primavera), és un barri al nord-oest de Tel-Aviv, Israel.

## Història

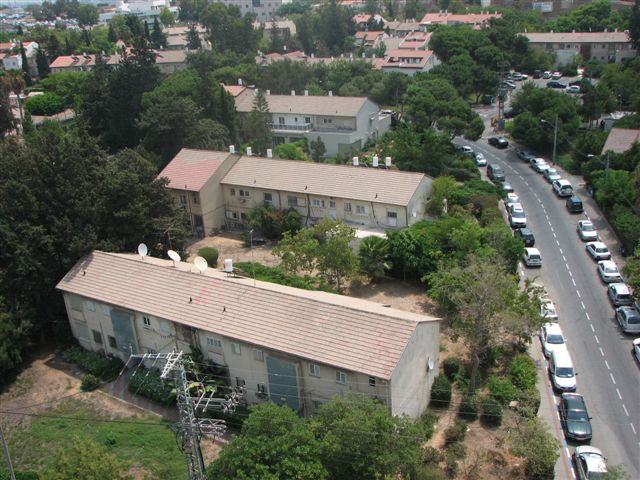
Edificis dels anys 50

El barri es va fundar a la dècada de 1950 arran de la gran afluència d'immigrants d'Europa de l'Est. Golda Meïr va viure al barri des de 1959 fins a 1978.
El gener de 2011 es va publicar que les restes d'un edifici, que es creu que tenia entre 7.800 i 8.400 anys d'antiguitat, van ser descobertes en una excavació arqueològica realitzada al carrer Fichman número 8 de Ramat Aviv, per l'Autoritat d'Antiguitats d'Israel. Les troballes donen fe d'una habitació permanent a la riba nord del riu Yarkon.

## Carrers, límits i trànsit
Ramat Aviv limita amb el carrer Einstein al nord, el carrer Chaim Levanon a l'est i al sud i el carrer Namir a l'oest. Els principals carrers del barri són Brodetzki i Reading. Aquestes cinc artèries estan servides per diverses línies d'autobús cadascuna.

## Punts de referència
Al barri hi ha l'Alliance High School i el Ramat Aviv Mall. Al nord-est del barri, davant del campus universitari, hi ha els dormitoris d'estudiants de la Universitat de Tel-Aviv.
Els llocs d'interès propers són la Universitat de Tel-Aviv, el Museu Eretz Israel, el Museu Palmah i Beth Hatefutsoth.

## Altres barris de Tel-Aviv amb Ramat Aviv al nom
- Ramat Aviv Bet, normalment conegut com a Neve Avivim, al nord de Ramat Aviv Alef
- Ramat Aviv Gimel - al nord de Neve Avivim. Famós escenari de la telenovel·la Ramat Aviv Gimel (telenovel·la - Viquipèdia en hebreu).
- Ramat Aviv HaHadasha (Nou Ramat Aviv) - a l'oest de Neve Avivim